# Seznam županov občin v Sloveniji (1994–1998)
Seznam županov občin v Sloveniji z mandatom od 1994 do 1998.
| Občina                                  | Župan                  | Predlagatelj                  |
| --------------------------------------- | ---------------------- | ----------------------------- |
| Občina Ajdovščina                       | Kazimir Bavec          | SLS                           |
| Občina Beltinci                         | Jožef Kavaš            | SKD                           |
| Občina Bled                             | Vinko Golc             | ZLSD                          |
| Občina Bohinj                           | Franc Kramar           | skupina volivcev              |
| Občina Borovnica                        | Andrej Ocepek          | ZLSD                          |
| Občina Bovec                            | Andrej Stergulc        | SKD SLS                       |
| Občina Brda                             | Franc Mužič            | LDS                           |
| Občina Brezovica                        | Drago Stanovnik        | SLS SKD SDSS                  |
| Občina Brežice                          | Jože Avšič             | LDS                           |
| Občina Cankova - Tišina                 | Alojz Flegar           | LDS                           |
| Občina Cerklje na Gorenjskem            | Franc Čebulj           | SDSS                          |
| Občina Cerknica                         | Valentin Schein        | LDS                           |
| Občina Cerkno                           | Janez Podobnik         | SLS                           |
| Občina Črna na Koroškem                 | Franc Stakne           | ZLSD                          |
| Občina Črenšovci                        | Anton Tornar           | SKD                           |
| Občina Črnomelj                         | Andrej Fabjan          | SLS                           |
| Občina Destrnik - Trnovska vas          | Franc Pukšič           | SDSS                          |
| Občina Divača                           | Rajko Vojtkovszky      | ZZP                           |
| Občina Dobrepolje                       | Anton Jakopič          | SLS SKD                       |
| Občina Dobrova - Horjul - Polhov Gradec | Leopold Oblak          | SKD                           |
| Občina Dol pri Ljubljani                | Anton Jemec            | SKD SLS                       |
| Občina Domžale                          | Cvetka Zalokar Oražem  | ZLSD                          |
| Občina Dornava                          | Anton Velikonja        | LDS                           |
| Občina Dravograd                        | Rado Krpač             | LDS                           |
| Občina Duplek                           | Janez Ribič            | skupina volivcev              |
| Občina Gorenja vas - Poljane            | Jožef Bogataj          | skupina volivcev              |
| Občina Gorišnica                        | Slavko Visenjak        | SLS                           |
| Občina Gornja Radgona                   | Miha Vodenik           | LDS                           |
| Občina Gornji Grad                      | Toni Rifelj            | SDSS                          |
| Občina Gornji Petrovci                  | Franc Šlihthuber       | skupina volivcev              |
| Občina Grosuplje                        | Rudolf Rome            | SKD SLS SDSS                  |
| Občina Hodoš - Šalovci                  | Aleksander Abraham     | SLS                           |
| Občina Hrastnik                         | Leopold Grošelj        | ZLSD                          |
| Občina Hrpelje - Kozina                 | Jože Žižek             | ND SKD                        |
| Občina Idrija                           | Samo Bevk              | ZLSD LDS                      |
| Občina Ig                               | Ciril Podržaj          | SDSS                          |
| Občina Ilirska Bistrica                 | Stanislav Prosen       | LDS                           |
| Občina Ivančna Gorica                   | Jernej Lampret         | SDSS                          |
| Občina Izola                            | Mario Gasparini        | LDS                           |
| Občina Jesenice                         | Božidar Brudar         | SDSS                          |
| Občina Juršinci                         | Alojzij Kaučič         | SLS                           |
| Občina Kamnik                           | Tone Smolnikar         | skupina volivcev              |
| Občina Kanal                            | Zoran Madon            | SLS                           |
| Občina Kidričevo                        | Alojz Šprah            | SLS                           |
| Občina Kobarid                          | Pavel Gregorčič        | ZZP                           |
| Občina Kobilje                          | Pavel Nemet            | LDS                           |
| Občina Kočevje                          | Janko Veber            | ZLSD                          |
| Občina Komen                            | Jožef Adamič           | LDS                           |
| Občina Kozje                            | Božidar Sok            | SLS                           |
| Občina Kranjska Gora                    | Jože Kotnik            | ZLSD                          |
| Občina Krško                            | Danilo Siter           | SKD                           |
| Občina Kungota                          | Jožef Karner           | SLS                           |
| Občina Kuzma                            | Ludvik Kočar           | SLS                           |
| Občina Laško                            | Peter Hrastelj         | SLS                           |
| Občina Lenart                           | Slavko Kramberger      | SKD                           |
| Občina Lendava                          | Jožef Kocon            | skupina volivcev              |
| Občina Litija                           | Mirko Kaplja           | LDS ZLSD                      |
| Občina Ljubno                           | Ana Rakun              | SDSS                          |
| Občina Ljutomer                         | Ludvik Bratuša         | SLS                           |
| Občina Logatec                          | Stanislav Brenčič      | SDSS                          |
| Občina Loška dolina                     | Jernej Zabukovec       | LDS                           |
| Občina Loški Potok                      | Janez Novak            | skupina volivcev              |
| Občina Luče                             | Mirko Zamernik         | SDSS                          |
| Občina Lukovica                         | Živko Anastazij Burja  | SKD                           |
| Občina Majšperk                         | Franc Bezjak           | SKD SLS                       |
| Občina Medvode                          | Stanislav Žagar        | skupina volivcev              |
| Občina Mengeš                           | Janez Per              | SLS                           |
| Občina Metlika                          | Branko Matkovič        | ZLSD                          |
| Občina Mežica                           | Janez Praper           | skupina poslancev             |
| Občina Miren - Kostanjevica             | Zlatko Marin Marušič   | skupina volivcev              |
| Občina Mislinja                         | Mirko Grešovnik        | SLS SKD SDSS                  |
| Občina Moravče                          | Matjaž Kočar           | SLS                           |
| Občina Moravske Toplice                 | Franc Cipot            | skupina volivcev              |
| Občina Mozirje                          | Jakob Presečnik        | SLS                           |
| Občina Muta                             | Ivan Draušbaher        | SDSS                          |
| Občina Naklo                            | Ivan Janez Štular      | LDS                           |
| Občina Nazarje                          | Ivan Purnat            | skupina volivcev              |
| Občina Odranci                          | Ivan Markoja           | SDSS                          |
| Občina Ormož                            | Vili Trofenik          | skupina volivcev              |
| Občina Osilnica                         | Anton Kovač            | SKD                           |
| Občina Pesnica                          | Bojan Mažgon           | LDS                           |
| Občina Piran                            | Franko Fičur           | ZLSD                          |
| Občina Pivka                            | Branko Posega          | LDS                           |
| Občina Podčetrtek                       | Marjan Drofenik        | SKD                           |
| Občina Podvelka - Ribnica               | Anton Kovše            | LDS                           |
| Občina Postojna                         | Josip Bajc             | skupina volivcev              |
| Občina Preddvor                         | Miroslav Zadnikar      | SDSS                          |
| Občina Puconci                          | Ludvik Novak           | SLS                           |
| Občina Rače - Fram                      | Anton Bergauer         | SLS                           |
| Občina Radeče                           | Janez Zahrastnik       | skupina volivcev              |
| Občina Radenci                          | Jože Toplak            | SDSS                          |
| Občina Radlje ob Dravi                  | Herman Tomažič         | LDS                           |
| Občina Radovljica                       | Vladimir Černe         | skupina volivcev              |
| Občina Ravne - Prevalje                 | Maksimilijan Večko     | ZLSD                          |
| Občina Ribnica                          | Janez Rus              | SLS                           |
| Občina Rogašovci                        | Janko Halb             | SLS                           |
| Občina Rogaška Slatina                  | Branko Kidrič          | SKD                           |
| Občina Rogatec                          | Martin Mikolič         | SKD 63,9%                     |
| Občina Ruše                             | Fran Ladinek           | SKD                           |
| Občina Semič                            | Ivan Bukovec           | SLS                           |
| Občina Sevnica                          | Jože Peternel          | skupina volivcev              |
| Občina Sežana                           | Benjamin Jogan         | SDSS                          |
| Občina Slovenska Bistrica               | Ivan Žagar             | SLS                           |
| Občina Slovenske Konjice                | Janez Jazbec           | skupina volivcev              |
| Občina Starše                           | Vili Ducman            | SLS                           |
| Občina Sveti Jurij                      | Slavko Mihalič         | SKD                           |
| Občina Šenčur                           | Franc Kern             | skupina volivcev              |
| Občina Šentilj                          | Edvard Čagran          | SKD                           |
| Občina Šentjernej                       | Franc Hudoklin         | SLS                           |
| Občina Šentjur pri Celju                | Jurij Malovrh          | SKD SDSS                      |
| Občina Škocjan                          | Janez Povšič           | skupina volivcev              |
| Občina Škofja Loka                      | Igor Draksler          | SKD SLS                       |
| Občina Škofljica                        | Jože Jurkovič          | SKD                           |
| Občina Šmarje pri Jelšah                | Jože Čakš              | SKD                           |
| Občina Šmartno ob Paki                  | Ivan Rakun             | skupina volivcev              |
| Občina Šoštanj                          | Bogdan Menih           | Zeleni Slovenije SDSS SKD SLS |
| Občina Štore                            | Franc Jazbec           | SDSS                          |
| Občina Tolmin                           | Ivan Božič             | SKD                           |
| Občina Trbovlje                         | Janez Malovrh          | ZLSD                          |
| Občina Trebnje                          | Ciril Metod Pungartnik | LDS                           |
| Občina Tržič                            | Pavel Rupar            | SDSS                          |
| Občina Turnišče                         | Jože Kocet             | SLS                           |
| Občina Velike Lašče                     | Milan Tekavec          | SLS                           |
| Občina Videm                            | Franc Kirbiš           | SOPS                          |
| Občina Vipava                           | Ivan Princes           | skupina volivcev              |
| Občina Vitanje                          | Stanislav Krajnc       | SDSS                          |
| Občina Vodice                           | Anton Kokalj           | SKD SLS                       |
| Občina Vojnik                           | Benedikt Podrgajs      | SKD                           |
| Občina Vrhnika                          | Vincencij Tomšič       | SKD                           |
| Občina Vuzenica                         | Miran Kus              | skupina volivcev              |
| Občina Zagorje ob Savi                  | Matjaž Švagan          | LDS                           |
| Občina Zavrč                            | Franc Majcenovič       | SLS                           |
| Občina Zreče                            | Jožef Košir            | skupina volivcev              |
| Občina Žalec                            | Milan Dobnik           | skupina volivcev              |
| Občina Železniki                        | Alojzij Čufar          | skupina volivcev              |
| Občina Žiri                             | Bojan Starman          | SDSS                          |
| Mestna občina Celje                     | Jože Zimšek            | LDS                           |
| Mestna občina Koper                     | Aurelio Juri           | ZLSD                          |
| Mestna občina Kranj                     | Vitomir Gros           | skupina volivcev              |
| Mestna občina Ljubljana                 | Dimitrij Rupel         | LDS                           |
| Mestna občina Maribor                   | Alojzij Križman        | skupina volivcev              |
| Mestna občina Murska Sobota             | Andrej Gerenčer        | LDS                           |
| Mestna občina Nova Gorica               | Črtomir Špacapan       | LDS                           |
| Mestna občina Novo mesto                | Franc Koncilja         | SKD                           |
| Mestna občina Ptuj                      | Miroslav Lucu          | SDSS                          |
| Mestna občina Slovenj Gradec            | Janez Komljanec        | skupina volivcev              |
| Mestna občina Velenje                   | Srečko Meh             | ZLSD                          |